# William E. Moerner
William Esco Moerner (* 24. června 1953 Pleasanton ve státě Kalifornie) je americký fyzikální chemik, který v roce 2014 získal za rozvoj mikroskopie s velmi vysokým rozlišením Nobelovu cenu za chemii společně s Ericem Betzigem a Stefanem Hellem.
William E. Moerner vystudoval fyziku a matematiku na Washingtonské univerzitě. Doktorát získal v roce 1982 na Cornellově univerzitě. V letech 1981 až 1995 byl výzkumníkem firmy IBM v San José v Kalifornii. Poté působil tři roky jako profesor na Kalifornské univerzitě. Od roku 1998 je profesorem Stanfordovy univerzity.